# Fein (canción)
«Fein» (estilizado como "FE!N") es una canción de los raperos estadounidenses Travis Scott y Playboi Carti. Fue lanzada originalmente el 28 de julio de 2023, cómo parte de su álbum de estudio Utopia, después de ser más tarde enviada a la radio de los Estados Unidos cómo la quinta canción del álbum el 12 de marzo de 2024  Producida por Scott, la canción está escrita por los artistas junto al productor adicional Jahaan Sweet, y Sheck Wes, quién participa vocalmente en la versión original de la canción y la versión mostrada en la película  Circus Maximus. La versión "remix" de la canción por el DJ Chase B fue lanzada el 19 de abril de 2024. 

## Composición
"Fein" pertenece al microgénero rage de la música trap. La canción es en colaboración con el rapero y cantautor americano Playboi Carti, que utiliza su voz grave, un nuevo estilo de voz en contraste con su típica "voz de bebé", y Scott cantando el coro, con el título de la canción "Fein", que es un término de la jerga para alguien adicto a las drogas u otras sustancias.

## Vídeo musical
El videoclip musical de "Fein" fue lanzado el 30 de marzo de 2024, en el canal de Youtube de Travis Scott por Vevo.